# Стрельников Володимир Костянтинович
Володимир Костянтинович Стрельников (2 липня 1925, село Рождєственське, тепер Мічурінського району Тамбовської області Російська Федерація — 10 грудня 2014, Московська область Російська Федерація) — радянський військовий діяч, генерал-полковник (16.12.1982), начальник Військової інженерної радіотехнічної академії протиповітряної оборони. Депутат Верховної Ради УРСР 11-го скликання. Народний депутат України 1-го скликання. Кандидат військових наук, професор.

## Біографія
Народився в родині військового.
У 1941—1943 роках — студент Горьковського автотранспортного технікуму.
З 1943 року — в Радянській армії. У 1943—1944 роках — курсант 3-го Ленінградського військового артилерійського училища у місті Костромі. У січні 1944 — січні 1946 року — командир взводу навчального артилерійського полку. Учасник Другої світової війни.
Член ВКП(б) з 1946 року.
У 1946—1952 роках — командир батареї, помічник начальника штабу, старший офіцер навчального відділу 3-ї школи сержантів артилерійської інструментальної розвідки.
У 1952—1955 роках — слухач Військової академії імені Фрунзе.
У 1955—1964 роках — командир зенітно-ракетного дивізіону, офіцер відділу бойової підготовки, старший офіцер оперативного відділу штабу армії, командир зенітно-ракетного полку 1-ї армії ППО особливого призначення. У 1964—1965 роках — начальник оперативного відділу корпусу ППО СРСР.
У 1965—1967 роках — слухач Військової академії Генерального штабу Збройних Сил СРСР.
У 1967—1977 роках — командир дивізії раннього попередження (з 1971 року — 1-ї окремої дивізії попередження про ракетний напад) ППО СРСР у місті Солнєчногорську Московської області.
У червні 1977 — грудні 1980 року — командир 3-ї окремої армії попередження про ракетний напад особливого призначення ППО СРСР.
У грудні 1980 — вересні 1990 року — начальник Військової інженерної радіотехнічної академії протиповітряної оборони імені Маршала Радянського Союзу Говорова в місті Харкові.
З 1990 року — у відставці. Деякий час викладав у Військовій інженерній радіотехнічній академії протиповітряної оборони імені Маршала Радянського Союзу Говорова в місті Харкові.
Потім — на пенсії в місті Харкові і в Московській області Російської Федерації.

## Звання
- генерал-лейтенант
- генерал-полковник (16.12.1982)

## Нагороди
- орден Жовтневої Революції
- орден Трудового Червоного Прапора
- орден Вітчизняної війни 1-го ст.
- два ордени Червоної Зірки
- орден «Знак Пошани»
- орден «За службу Батьківщині в Збройних Силах СРСР» 3-го ст.
- медалі